# Catananche

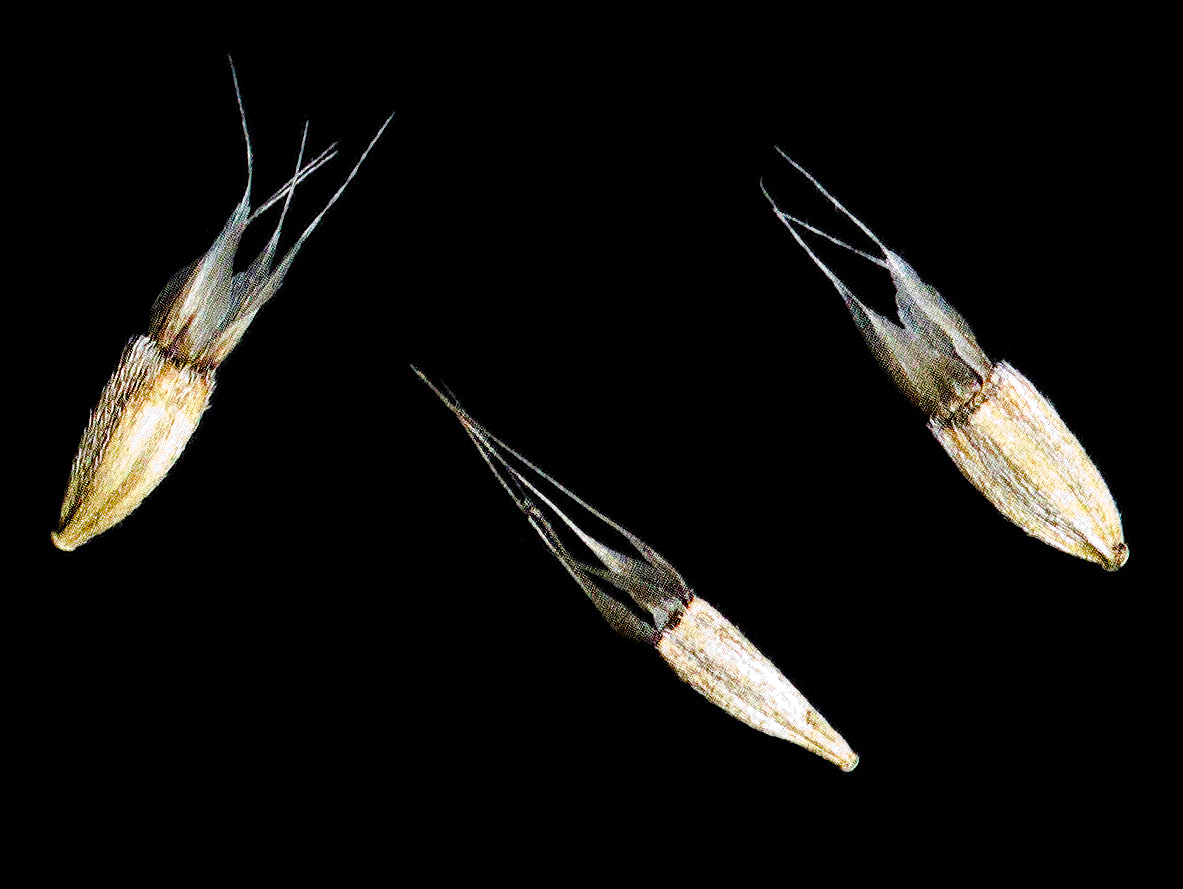
Catananche caerula (hierba cupido): Cipselas sueltas.

Catananche es un género de plantas con flores perteneciente a la familia  Asteraceae. Comprende 13 especies descritas y de estas, solo 5 aceptadas.

## Descripción
Son hierbas perennes con  látex, sin rizomas ni estolones, con tallos erectos, solitarios o poco numerosos. Las hojas son alternas, lineares, enteras o con pocos y estrechas dientes. Tienen un número muy variable de capítulos sobre largos pedúnculos. El involucro está formado por varias filas de brácteas  ovado-agudas, escariosas, con un nervio central más oscuro y el receptáculo es plano con páleas escamosas filiformes. Las flores, todas liguladas, son bisexuales con el limbo amarillo, blanquecino o malva-azulado, de ápice pentalobulado. Los estambres tienen anteras con apéndices apicales alargados. El estilo del pistilo tiene ramas delgadas  pelosas y el eje también. Los aquenios, de forma cónica, son discretamente pentaangulosos y con un vilano de 5-7 largas escamas aciculares en una sola fila.

## Taxonomía
El género fue descrito por Carlos Linneo y publicado en Species Plantarum 2: 812. 1753. La especie tipo es: Catananche lutea L.
Los análisis moleculares apoyan la relación filogenética de Catananche y Hymenonema con el género Scolymus y, en consecuencia, han sido incluidos en la subtribu Scolyminae al lado de Gundelia.

## Especies aceptadas
- Catananche arenaria Coss. & Durieu
- Catananche caerulea L.
- Catananche caespitosa Desf.
- Catananche lutea L.
- Catananche montana Coss. & Durieu